# 諏訪神社 (大和市)
諏訪神社（すわじんじゃ）は、神奈川県大和市下鶴間にある神社。
式内社である石楯尾神社（いわたておじんじゃ）の数多くある論社の1つ。
現在は近隣の浅間神社の兼務社になっている。

## 概要
小田急江ノ島線南林間駅・鶴間駅の東方、東急田園都市線つきみ野駅の南方の境川付近に鎮座している。
創建は不詳。式内社である石楯尾神社の論社であり、そうであれば創建は平安時代以前まで遡るが、諏訪社としては鎌倉時代中期に祀られるようになったとされる。
大正12年（1923年）の関東大震災により大被害を被るが、昭和4年（1929年）に復旧。昭和15年（1940年）、村社に列格。

## 祭神
- 建御名方神